# Partido Verde (Irlanda)
 O Partido Verde (em irlandês: Comhaontas Glas; em inglês: Green Party) é um partido político ecologista da Irlanda. Foi fundado como o Partido Ecologia da Irlanda em 1981 na cidade de Dublin pelo professor Christopher Fettes. O partido tornou-se Aliança Verde em 1983, e em 1987 foi renomeado para a sua atual designação.
O Partido Verde foi eleito a todos os níveis de governo; para o Governo Local, Dáil e para o Parlamento Europeu, e em 2007 o partido ganhou a sua primeira representação na Assembleia da Irlanda do Norte, tendo-se tornado uma região da Irlanda do Partido Verde no ano anterior.
A República da Irlanda e a Irlanda do Norte têm sistemas de representação proporcional chamado voto único transferível, que dá aos pequenos partidos, como o Partido Verde, mais oportunidade de ganhar representação.
Em 14 de Junho de 2007, na sequência das negociações que chegaram a acordo sobre um programa de Governo, o Partido Verde entrou no Governo com o Fianna Fáil e o Democratas Progressistas.

## Resultados eleitorais

### Eleições legislativas
| Data    | CI. | Votos   | %           |     | Deputados | +/-     | Status            |
| ------- | --- | ------- | ----------- | --- | --------- | ------- | ----------------- |
| 11/1982 | 6.º | 3 716   | 0,2 / 100,0 |     | 0 / 166   |         | Extra-parlamentar |
| 1987    | 7.º | 7 159   | 0,4 / 100,0 | 0,2 | 0 / 166   | Estável | Extra-parlamentar |
| 1989    | 5.º | 24 827  | 1,5 / 100,0 | 1,1 | 1 / 166   | 1       | Oposição          |
| 1992    | 7.º | 24 110  | 1,4 / 100,0 | 0,1 | 1 / 166   | Estável | Oposição          |
| 1997    | 5.º | 49 323  | 2,8 / 100,0 | 1,4 | 2 / 166   | 1       | Oposição          |
| 2002    | 6.º | 71 470  | 3,8 / 100,0 | 1,0 | 6 / 166   | 4       | Oposição          |
| 2007    | 5.º | 96 936  | 4,7 / 100,0 | 0,9 | 6 / 166   | Estável | Governo           |
| 2011    | 5.º | 41 039  | 1,8 / 100,0 | 2,9 | 0 / 166   | 6       | Extra-parlamentar |
| 2016    | 7.º | 57 999  | 2,7 / 100,0 | 0,9 | 2 / 158   | 2       | Oposição          |
| 2020    | 4.º | 155 695 | 7,1 / 100,0 | 4,4 | 12 / 160  | 10      | Governo           |

### Eleições europeias
| Data | CI. | Votos   | %            | +/- | Deputados | +/-     |
| ---- | --- | ------- | ------------ | --- | --------- | ------- |
| 1984 | 7.º | 5 242   | 0,5 / 100,0  |     | 0 / 15    |         |
| 1989 | 6.º | 61 041  | 3,7 / 100,0  | 3,2 | 0 / 15    | Estável |
| 1994 | 4.º | 90 046  | 7,9 / 100,0  | 4,2 | 2 / 15    | 2       |
| 1999 | 4.º | 93 100  | 6,7 / 100,0  | 1,2 | 2 / 15    | Estável |
| 2004 | 5.º | 76 917  | 4,3 / 100,0  | 2,4 | 0 / 13    | 2       |
| 2009 | 7.º | 34 585  | 1,9 / 100,0  | 2,4 | 0 / 12    | Estável |
| 2014 | 5.º | 81 458  | 4,9 / 100,0  | 3,0 | 0 / 11    | Estável |
| 2019 | 4.º | 190 755 | 11,4 / 100,0 | 6,5 | 2 / 11    | 2       |

### Eleições legislativas do Reino Unido

#### Resultados referentes à Irlanda do Norte
| Data | Votos         | %             | +/-           | Deputados     | +/-           | Status            |
| ---- | ------------- | ------------- | ------------- | ------------- | ------------- | ----------------- |
| 1983 | 451           | 0,1 / 100,0   |               | 0 / 17        |               | Extra-parlamentar |
| 1987 | 281           | 0,0 / 100,0   | 0,1           | 0 / 17        | Estável       | Extra-parlamentar |
| 1992 | Não concorreu | Não concorreu | Não concorreu | Não concorreu | Não concorreu | Não concorreu     |
| 1997 | 539           | 0,1 / 100,0   |               | 0 / 18        |               | Extra-parlamentar |
| 2001 | Não concorreu | Não concorreu | Não concorreu | Não concorreu | Não concorreu | Não concorreu     |
| 2005 | Não concorreu | Não concorreu | Não concorreu | Não concorreu | Não concorreu | Não concorreu     |
| 2010 | 3 542         | 0,5 / 100,0   |               | 0 / 18        |               | Extra-parlamentar |
| 2015 | 6 822         | 1,0 / 100,0   | 0,5           | 0 / 18        | Estável       | Extra-parlamentar |
| 2017 | 7 452         | 0,9 / 100,0   | 0,1           | 0 / 18        | Estável       | Extra-parlamentar |

### Eleições regionais da Irlanda do Norte
| Data | CI.  | Votos  | %           | +/- | Deputados | +/-     | Status            |
| ---- | ---- | ------ | ----------- | --- | --------- | ------- | ----------------- |
| 1996 | 11.º | 3 647  | 0,5 / 100,0 |     | 0 / 110   |         | Extra-parlamentar |
| 1998 | 17.º | 710    | 0,1 / 100,0 | 0,4 | 0 / 108   | Estável | Extra-parlamentar |
| 2003 | 10.º | 2 688  | 0,4 / 100,0 | 0,3 | 0 / 108   | Estável | Extra-parlamentar |
| 2007 | 6.º  | 11 985 | 1,7 / 100,0 | 1,3 | 1 / 108   | 1       | Oposição          |
| 2011 | 7.º  | 6 031  | 0,9 / 100,0 | 0,8 | 1 / 108   | Estável | Oposição          |
| 2016 | 7.º  | 18 718 | 2,7 / 100,0 | 1,8 | 2 / 108   | 1       | Oposição          |
| 2017 | 6.º  | 18 527 | 2,3 / 100,0 | 0,4 | 2 / 90    | Estável | Oposição          |

### Eleições europeias
| Data | CI.           | Votos         | %             | +/-           | Deputados     | +/-           |
| ---- | ------------- | ------------- | ------------- | ------------- | ------------- | ------------- |
| 1984 | 8.º           | 2 172         | 0,3 / 100,0   |               | 0 / 3         |               |
| 1989 | 7.º           | 6 569         | 1,0 / 100,0   | 0,7           | 0 / 3         | Estável       |
| 1994 | Não concorreu | Não concorreu | Não concorreu | Não concorreu | Não concorreu | Não concorreu |
| 1999 | Não concorreu | Não concorreu | Não concorreu | Não concorreu | Não concorreu | Não concorreu |
| 2004 | 7.º           | 4 810         | 0,9 / 100,0   |               | 0 / 3         | Estável       |
| 2009 | 7.º           | 15 764        | 3,2 / 100,0   | 2,3           | 0 / 3         | Estável       |
| 2014 | 8.º           | 10 598        | 1,7 / 100,0   | 1,5           | 0 / 3         | Estável       |